# خايمي بيلمونت
خايمي بيلمونت (بالإسبانية: Jaime Belmonte)‏ هو لاعب كرة قدم مكسيكي، ولد في 8 أكتوبر 1934 في مدينة مكسيكو في المكسيك، وتوفي في 21 يناير 2009 في إيرابواتو في المكسيك. شارك مع منتخب المكسيك لكرة القدم. أما مع النوادي، فقد لعب مع أتلاتيكو إيرابواتو.

## وصلات خارجية
- خايمي بيلمونت على موقع الاتحاد الدولي (مؤرشف)  (الإنجليزية)
- خايمي بيلمونت على موقع قاعدة بيانات كرة القدم.إي يو (الإنجليزية)
- خايمي بيلمونت على موقع ناشيونال فوتبول تيمز (الإنجليزية)
- خايمي بيلمونت على موقع Soccerway.com (الإنجليزية)
- خايمي بيلمونت على موقع عالم كرة القدم.نت (الإنجليزية)